# Spenat
Spenat (Spinacia oleracea) är en växt som odlas för sina ätbara blads skull. Odling av spenat började i Persien. Bladen är 3–30 centimeter långa och 1–15 centimeter breda, med större blad längre ner på stammen och mindre uppåt, där blommorna återfinns. Blommorna, som är ljust gulgröna och tre–fyra millimeter i diameter, mognar till ett torrt fruktkluster med många frön. 

## Innehåll

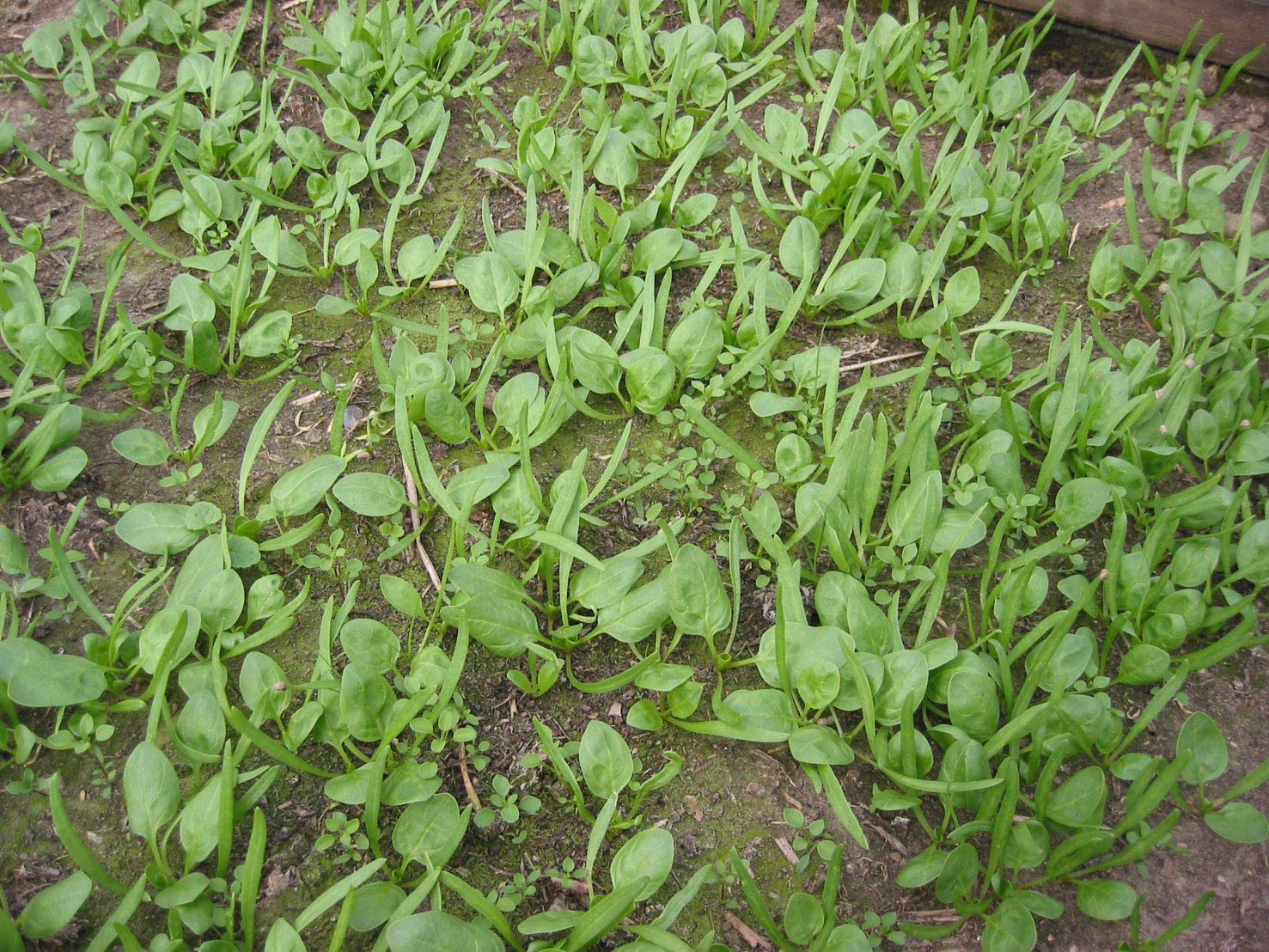
Spenatodling

Spenat sägs ofta vara rikt på järn, vilket är en sanning med modifikation. Visserligen innehåller spenat 2 milligram järn per 100 gram, jämfört med 0,66 milligram för broccoli och 0,34 milligram för grön paprika, men spenat innehåller även oxalater som gör det svårare för kroppen att ta upp järnet. Dessutom behöver man äta ungefär 650 g spenat för att få i sig hela sitt rekommenderade dagliga intag av järn, vilket är en väldigt stor mängd spenat. För att få i sig så mycket järn som möjligt från spenaten bör man samtidigt äta någonting C-vitaminrikt, då C-vitamin hjälper kroppen att ta upp järn. Spenat innehåller gott om A-vitamin, E-vitamin och ett antal viktiga antioxidanter, exempelvis karotenoiden lutein.
En vittspridd faktoid säger att ett felplacerat decimalkomma i en publikation 1870, om näringsinnehållet i föda, gjorde att spenatens innehåll av järn i mer än sextio år uppfattades som tio gånger högre än det verkliga värdet. Belägg för detta har inte gått att återfinna. Det ursprung till anekdoten som går att spåra är en artikel i BMJ från 1981, som dock saknar referenser till den ursprungliga forskningen.
Det är spenat som ger styrka till den tecknade figuren Karl-Alfred. Spenaten valdes av tecknaren E.C. Segar på grund av sitt höga vitamininnehåll.

## Alternativ
För hobbyodlaren är mangold ett mer lättodlat alternativ till spenat. En vild släkting till spenat och mangold – och med samma värde som livsmedel – är svinmålla. Många andra växter, som inte är nära släkt med spenaten men har liknande användningsområde kallas också spenat, som spenatskräppa, rankspenat och malabarspenat.